# Werner Haentjes
Werner Haentjes (* 16. Dezember 1923 in Bocholt; † 20. Juli 2001 in Köln) war ein deutscher Komponist und Dirigent.

## Leben
Haentjes kam als Einjähriger mit seiner Familie nach Köln, wo er bis zu seinem Tode lebte. Er war als Knabe Sänger im Kölner Domchor. 1939 studierte er bereits Komposition an der Hochschule für Musik Köln unter anderem bei Philipp Jarnach und Heinrich Lemacher, bevor er im Zweiten Weltkrieg zum Kriegsdienst eingezogen wurde. Nach dem Krieg wurden erste Werke von ihm bei den Darmstädter Ferienkursen für Neue Musik aufgeführt. Seit den 1950er Jahren wirkte Haentjes für den WDR in Köln, war Musikalischer Leiter am Kölner Schauspielhaus, schrieb Opern und komponierte Hörspiel- und Filmmusik.
2001 starb Haentjes in seinem langjährigen Wohnort Köln-Longerich und wurde auf dem dortigen Friedhof beigesetzt.

## Werke (Auswahl)
Diese Auswahlwerkliste wurde aus Angaben des Historischen Archivs der Stadt Köln und des WDR erstellt. Der persönliche Nachlass des Komponisten ist vermutlich durch den Einsturz des Historischen Archivs der Stadt Köln im März 2009 verloren gegangen.

### Opern
- Leonce und Lena (Fernsehoper nach Georg Büchner), Köln 1962
- Nichts Neues aus Perugia, Köln 1964
- Gesucht werden Tote (Manuel Thomas), Köln 1966, Neufassung Köln 1968

### Bühnenmusik
- Der Widerspenstigen Zähmung (Shakespeare), 1949
- Der Ödipus des Sophokles, Köln 1968
- Toller (Dorst), Köln 1968
- Wallenstein (Schiller), Köln 1970
- Maria Magdalena (Hebbel), Köln 1972
- Egmont (Goethe), 1975
- Urfaust (Goethe), Köln 1976
- Faust II (Goethe), Köln 1977
- Libussa (Grillparzer), Wien 1978
- Prometheus (Müller), Köln 1978
- Hamlet (Shakespeare), Köln 1979
- Die Humanisten (Jandl), Köln 1980
- König Lear (Shakespeare), Köln 1982
- Die Perser (Aischylos), Stuttgart 1983
- Die Braut von Messina (Schiller), Stuttgart 1985
- Faust (Goethe), Köln 1983
- Iphigenie (Euripides), Stuttgart (o. J.)

### Orchesterwerke
- Violinkonzert 1948, UA Darmstadt 1949
- Chorsymphonie (Text v. Manuel Thomas)
- Offenbachiana (Suite für Orchester)

### Ensemble-/Kammermusik
- Suite für Flöte und Streicher, 1941
- Streichquartett (unvollendet, 1945 im Panzereinsatz in Russland verbrannt)
- Kleine Abendmusik für Flöte, Violine und Bratsche (UA Darmstadt 1947)
- Sonate für Flöte, Violoncello und. Klavier (UA Darmstadt 1948)
- Divertissement für Flöte, Violine und Bratsche, 1951
- Drei italienische Sonette für Flöte, Baßklarinette, 2 Bratschen und 2 Violoncelli, 1954
- Sonate für Bratsche und Orgel, 1954
- Klaviersonate, 1956
- Weihnachtsmusik für Blechbläser
- Konzert für Horn und Orchester, 1966
- Trio für Flöte, Violine und Violoncello, 1974
- „…da bleibe ich bei dir“ für Sopran, Bariton Violine, Violoncello und Klavier (UA 1984)
- Petersham 2049, Musik f. 4 Saxophone, op. 25, 1985
- V. Streichquartett mit Solo-Sopran (unter Verwendung von Tagebuchtexten der Anais Nin, UA 1988)
- Klarinettenquintett[4]

### Vokalmusik
- Sechs Gesänge nach Texten altspanischer Dichter f. Alt, Bratsche u.Cembalo, 1950
- Sieben Chansons nach Jacques Prévert f. 1 Singstimme und Klavier, 1955
- Preisungen I in 7 Teilen f. Bariton, Horn 2 Trompeten, 2 Posaunen, 3 Pauken und Orgel, 1968/69
- Preisungen III in 7 Teilen f. Bariton, Horn 2 Trompeten, 2 Posaunen, 3 Pauken und Orgel, 1971/72
- Klavier- und Orchesterlieder (nach Texten v. Manuel Thomas)
- Rom-Zyklus für Bariton und Klavier (nach Texten von Manuel Thomas)
- Die Träumenden singen vom Schweigen (nach Texten von Signe Piehler), 1982
- Chorsymphonie (nach Texten von Manuel Thomas), 1977-1985
- Epitaph, Cello und Klavier (o. J.)
- Irische Gesänge, Gesang und Klavier (o. J.)

### Geistliche Chorwerke
- »Den Toten des Krieges«, Requiem f. Sopran und Bariton-Solo, Chor u. Orchester (1950)
- Psalm 129 »De Profundis« für Solo-Sopran, 4-8st. Chor und Schlagwerk (1955, UA Köln 1956)
- Messe für 4-6stimmigen Chor a cappella (1963)
- Missa brevis für Knabenstimmen und 3-6stimmigen Männerchor (1967)
- Deutsche Messe »Herr, sende uns in deine Welt« (1969)
- »Sei uns willkommen Herre Christ« Weihnachtsmusik für 2 Solostimmen, gem. Chor und Instr. (1971)
- »Preisungen« (in 5 Teilen) f. Sopran, Bariton und Chor (1968–1972)
- »Was haben wir mit dir, Jesus, zu tun?«, Deutsche Messgesänge (1974)
- Großes Credo nach Texten der Römischen Liturgie und Texten von Wilhelm Willms für Sopran, 2 gemischte Chöre, 2 Trompeten, Basstrompete, 3 Baschet-Instrumente (1975, UA Köln 1976)
- Geistliche Chormusik zum Aschermittwoch
- Pater noster
- Drei österliche Motetten (1987)
- Ecce sacerdos / Priesterlied (»Herr segne«) (4st. gem. Chor)
- Fronleichnamsprozession (gem. Chor und 6 Bläser ad lib.)

### Filmmusik
- Weiße Nächte (Textvorlage: Fjodor Dostojewski), 1957 (WDR)
- Mein Freund Harvey, (1959, Fernsehen)
- Ein Traumspiel (Nord- und Westdeutscher Rundfunkverband Köln), Erstsendung: 15. Oktober 1959

- Herodes und Mariamne (Hebbel), 1964 (ARD)
- Nach Damaskus, (1966, Fernsehen)
- Rotmord, 1968 (Regie: Peter Zadek)
- Oscar Wilde, (1977 Fernsehen)

### Hörspielmusik
- Draußen vor der Tür (Wolfgang Borchert), NDR 1949
- Faust-der Tragödie erster Teil (Goethe), drei LPs, 1952
- Penthesilea (Kleist) WDR 1955
- Die Rechenaufgabe (Jacques Perret), WDR 1957
- David Copperfield (Charles Dickens), WDR 1957
- Die Glücksschuhe (Andersen), SDR 1974
- Der gestiefelte Pinocchio (Malerba), SDR 1977
- Leben ohne Höhepunkt, WDR/RIAS Berlin, 1986